# كلية واشنطن للقانون
 كلية واشنطن للقانون (WCL) هي كلية القانون بالجامعة الأمريكية.
تقع على الجانب الغربي من Tenley Circle في قسم Tenleytown في شمال غرب واشنطن العاصمة. الكلية معتمدة بالكامل من قبل نقابة المحامين الأمريكية، وعضو في AALS .
تم تصنيف الكلية في المرتبة 76 في أفضل كليات الحقوق الأمريكية من قبل US News & World Report ، ولديها برامج تخصصية رفيعة المستوى في التدريب العملي، والقانون الدولي، والدعوة التجريبية، والملكية الفكرية، وقانون الدوام الجزائي، وقانون الرعاية الصحية.
بدأت في عام 1896، وكانت أول كلية حقوق تؤسسها النساء، وأول كلية تكون عميدتها امرأة وأول من تخرج فصلًا كاملا من الإناث.

## التاريخ

### البدايات المبكرة
بدأت إلين سبنسر موسي وإيما جيليت التدريس في مكاتب محاماة موسي في عام 1898 بعد أن اتصلت بهما ثلاث نساء رغبن في الدراسة معهن. لم يكن يعتزمن في الأصل إنشاء كلية حقوق كاملة، فقد طلبوا من كلية الحقوق في كولومبيان كوليدج قبول الست نساء في عامهن الأخير. عندما رفض كولومبيان الطلب على أساس أن «المرأة لا تملك عقلية القانون»، صممت المرأتان على إكمال تعليم الطلاب بأنفسهن وتأسيس كلية الحقوق التعليمية المختلطة التي كانت مفتوحة على وجه التحديد للنساء. على الرغم من أن جيليت كان خريجًا من كلية الحقوق بجامعة هوارد، إلا أن كلية واشنطن للقانون قبلت المتقدمين البيض فقط.
مع أول فصل تخرج لها، أصبحت كلية واشنطن للقانون أول كلية حقوق تؤسسها النساء، والأولى مع عميدتها وأول كلية حقوق تخرج فصلًا فقط من الإناث.

### النمو المستمر
أدرجت واشنطن العاصمة WCL في عام 1898. بعد عدة مواقع مؤقتة، انتقلت المدرسة إلى مبنى Le Droit في شارع 8 & F في عام 1900. ارتفع الالتحاق إلى 55 طالبًا بحلول عام 1908 وتضاعف في خمس سنوات إلى 128 طالبًا. حصل Dean Mussey على عقد إيجار في عام 1909 في مبنى Chesley في New York Ave ، حتى تجاوزت المدرسة عقد الإيجار المكون من ستة فصول دراسية. انتقلت المدرسة إلى أول منزل دائم لها في عام 1920 ؛ المقر السابق لروبرت جي إنجرسول في شارع كيه. في تزايد مستمر، انتقل WCL في عام 1924 إلى المنزل السابق لأوسكار أندروود، والمقر السابق لأرشيبالد بات. اندمجت كلية واشنطن للقانون مع الجامعة الأمريكية في عام 1949  وتخرج منها أول طالب أمريكي من أصل أفريقي في عام 1953.
تم إطلاق برنامج المرأة والقانون في عام 1948 لتعزيز دمج حقوق المرأة ودراسات النوع الاجتماعي في التثقيف القانوني والممارسة والعقيدة.
بعد سنوات من العمل من قبل دين مايرز، تم تشييد مبنى كلية الحقوق جون شيرمان مايرز في الحرم الجامعي الرئيسي للجامعة الأمريكية وخصصه في عام 1963 رئيس المحكمة العليا إيرل وارين. في نفس العام، تخرج السناتور الأمريكي روبرت بيرد (DW.Va.) من كلية واشنطن للقانون بعد عشر سنوات من الدراسة الليلية، وهي المرة الأولى التي يبدأ فيها عضو حالي في الكونجرس ويكمل شهادة في القانون أثناء الخدمة.
بحلول عام 1988، نمت كلية واشنطن للقانون إلى أكثر من 1000 طالب. دفع دين ميلشتاين لبناء مبنى جديد، وفي عام 1996 انتقل WCL أقل من ميل إلى مركز جون شيرمان مايرز وألفينا ريكمان مايرز للقانون في شارع ماساتشوستس في قسم متنزه الجامعة الأمريكية في شمال غرب واشنطن العاصمة ، وكان المبنى مرتين ونصف. أكبر من مبنى مايرز السابق، وتضمنت مكتبة بنس القانونية الجديدة.

## التكاليف وديون الطلاب
التكلفة الإجمالية للحضور (تشير إلى تكلفة التعليم والرسوم ونفقات المعيشة) في كلية واشنطن للقانون للعام الدراسي 2018-2019 هي 81,922 $. قدرت الشفافية في كلية الحقوق تكلفة الحضور الممولة بالديون لمدة ثلاث سنوات بـ 293,573 دولار. وفقًا لتقرير US News & World Report ، كان متوسط مديونية خريجي 2013 الذين تكبدوا ديونًا في كلية الحقوق 158,636 دولارًا (لا يشمل الدين الجامعي)، و 88٪ من خريجي 2013 اقترضوا الديون.

## نتائج التوظيف
وفقًا لإفصاحات ABA الرسمية لعام 2018 الصادرة عن كلية واشنطن للقانون، حصل 56 ٪ من دفعة 2018 على وظيفة بدوام كامل وطويلة الأجل ومطلوبة بعد تسعة أشهر من التخرج، و 23 ٪ تم توظيفهم في وظائف مفضلة أو مهنية. خمسة بالمائة من خريجي 2018 عملوا بدوام جزئي أو قصير الأجل خلال 9 أشهر من التخرج، و 1٪ يسعون للحصول على درجة إضافية. 13٪ من طلاب دفعة 2018 كانوا يبحثون عن عمل في غضون 9 أشهر من التخرج.

## التسجيل
في عام 2019، حصلت المدرسة على معدل قبول 38.74٪. كان المعدل التراكمي 75 و 50 و 25 في المرحلة الجامعية 3.62 و 3.50 و 3.24 على التوالي، بينما كانت النسب المئوية LSAT 161 و 159 و 155 على التوالي.
كان هناك 41٪ من تمثيل الأقليات في عام 2017 دخلوا الفئة  مع تمثيل من 40 دولة.

### الدرجات المقدمة
تقدم كلية واشنطن للقانون دكتوراه في القانون (JD)، ماجستير في القانون (LL. M.) في القانون الدولي أو الدستوري، ودكتوراه في العلوم القضائية (SJD) درجة. تقدم كلية واشنطن للقانون الآن درجة الماجستير في الدراسات القانونية عبر الإنترنت.
بالإضافة إلى ذلك، يمكن للطلاب التسجيل في أحد برامج الدرجات المزدوجة العديدة:
- برنامج JD / MA مع كلية الخدمة الدولية
- دينار / ماجستير في إدارة الأعمال وماجستير في القانون. برامج ماجستير / ماجستير إدارة الأعمال [13]
- دكتوراه / دكتوراه مع جامعة أوتاوا في كندا
- JD / JD (ماجستير في القانون) مع كلية الحقوق بجامعة موناش في أستراليا
- دكتوراه / ماجستير 1 / ماجستير 2 من جامعة باريس ويست نانتير لاديفانس في فرنسا
- دينار / ل.ل. ماجستير في جامعة كارلوس الثالث في إسبانيا [15]

## البرنامج السريري
يعد برنامج WCL السريري واحدًا من أكثر البرامج شمولاً في البلاد. كانت المدرسة واحدة من أولى كليات الحقوق التي طورت برنامج تعليم قانوني سريري حديث. مع أكثر من 200 طالب يشاركون في 11 عيادة كل عام، يعد البرنامج واحدًا من أكبر البرامج في البلاد.
تخدم العيادة مجموعة متنوعة من العملاء بما في ذلك المهاجرين واللاجئين، وضحايا / الناجين من العنف المنزلي، والأحداث، والمتهمين الجنائيين، ودافعي الضرائب ذوي الدخل المنخفض، والأفراد الذين يطلبون المساعدة في قانون الأسرة، والمستهلكين، والإعاقة، وقضايا الملكية الفكرية، والمجموعات المجتمعية والمنظمات غير الربحية.
تشمل العيادات عيادة الممارسة العامة، وعيادة قانون التنمية المجتمعية والاقتصادية، وعيادة العدالة الجنائية، وطلاب القانون في العاصمة في عيادة المحكمة، وعيادة قانون حقوق المعاقين، والعيادة القانونية للعنف المنزلي، وعيادة جانيت ر. سبراجنز الفيدرالية للضرائب، وعيادة قانون الملكية الفكرية في جلوشكو-سامويلسون، عيادة عدالة المهاجرين، عيادة القانون الدولي لحقوق الإنسان، وعيادة النساء والقانون.

## برامج الدراسة بالخارج
يعتبر برنامج كلية واشنطن للقانون للدراسة بالخارج من بين الأفضل في البلاد، حيث يدرس 30٪ من الطلاب في الخارج كل عام. في عام 2012، اعترف القانون الوطني به كواحد من «أقوى برامج الدراسة بالخارج من بين 200 كلية قانون أمريكية».
يمكن للطلاب دراسة القانون لمدة فصل دراسي في أكثر من 18 دولة. تقدم كلية واشنطن للقانون أيضًا برامج صيفية بالخارج في تشيلي وأوروبا (لندن وباريس وجنيف ولاهاي) وتركيا وإسرائيل.

## الحرم الجامعي والمرافق
تقع كلية واشنطن للقانون في حرم تينلي بالجامعة الأمريكية في. في الطرف الشمالي الغربي لواشنطن العاصمة، على بعد حوالي ميل واحد من خط ولاية ماريلاند. تم الانتهاء من بناء حرم تينلي الجامعي في أوائل عام 2016، ويتضمن ثلاثة مبانٍ رئيسية:
- المبنى الرئيس- تم الحفاظ عليها وتجديدها تاريخيًا، ويضم هذا المبنى مكاتب إدارية ومنشورات طلابية و 4 قاعات محكمة وقاعتين دراسيتين وردهة.
- مبنى وارن - مبنى جديد تمامًا، يضم مكتبة بنس للقانون في طابقين ونصف، و 9 فصول دراسية، وقاعة المحكمة الاحتفالية، ومختبر تعلم نشط، وسطح.
- مبنى يوما - مبنى جديد تمامًا، يضم 13 فصلاً دراسيًا، ومكاتب أعضاء هيئة التدريس، وبرامج إكلينيكية ودولية، وتناول الطعام، وقاعة كلاوديو غروسمان، التي تتسع لـ 500 شخص.

يقع حرم كلية الحقوق على بعد أقل من ميل واحد من حرم الجامعة الأمريكية الرئيسي، ومع ذلك يتوفر نظام نقل للطلاب والموظفين للتنقل بين الموقعين. يمكن للطلاب وأعضاء هيئة التدريس الوصول إلى الحرم الجامعي على مدار الساعة طوال أيام الأسبوع باستخدام بطاقة هوية الجامعة الأمريكية.

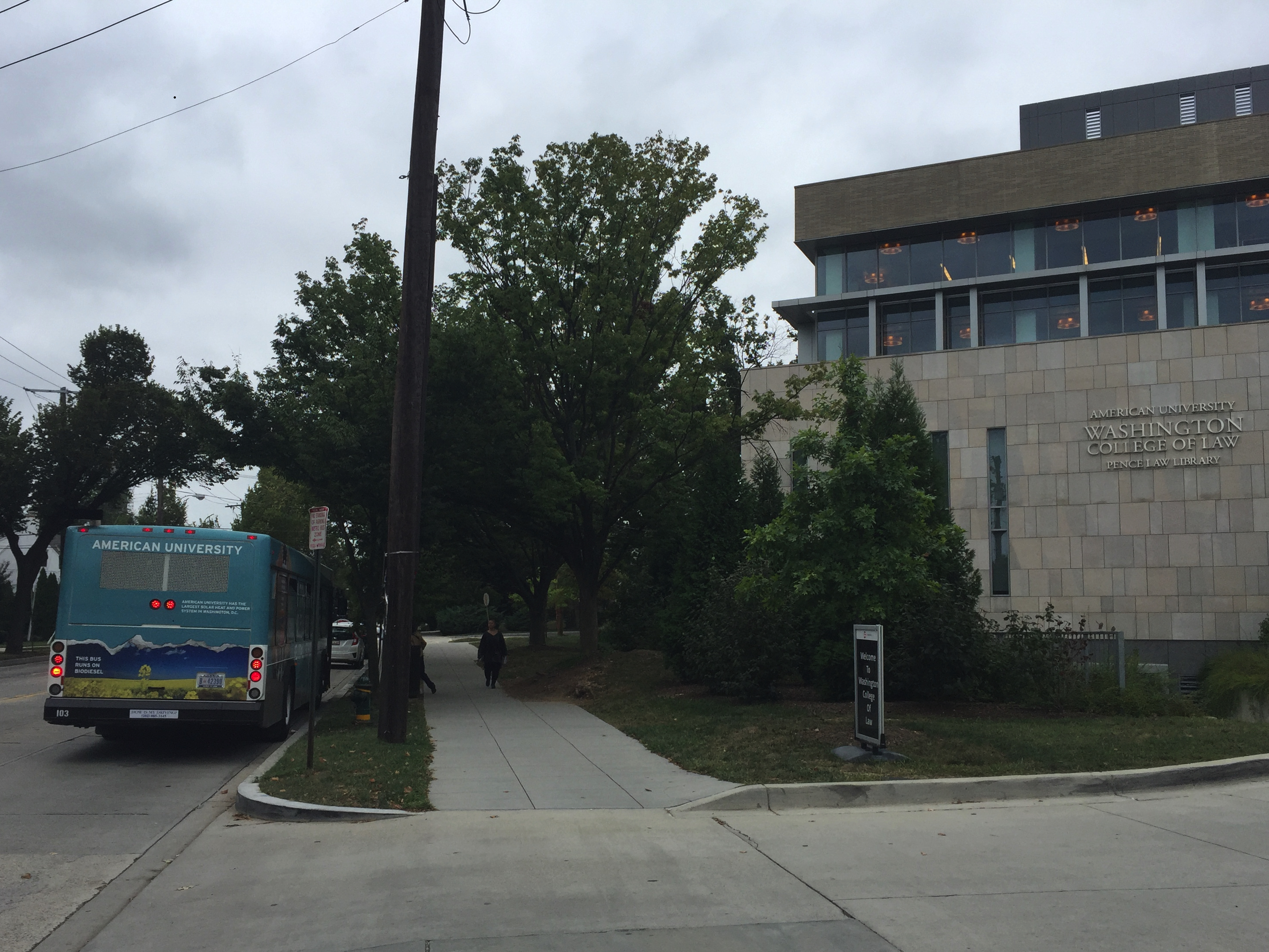
تتوقف حافلة نقل تابعة للجامعة الأمريكية أمام مكتبة بنس للقانون في كلية واشنطن للقانون

### مكتبة بنس للقانون
تبلغ مساحة مكتبة بنس للقانون 54,000 قدم مربع (5,000 م2) ، مع أكثر من 600000 مجلد، والوصول إلى قواعد بيانات متعددة، و 14 غرفة دراسة جماعية ومقاعد لأكثر من 600. المكتبة مفتوحة 24 ساعة في اليوم، سبعة أيام في الأسبوع للطلاب وأعضاء هيئة التدريس باستخدام بطاقة هوية الجامعة الأمريكية.
تتضمن مجموعة المكتبة مستودعات من المجتمع الأوروبي وحكومة الولايات المتحدة ومجموعة باكستر في القانون الدولي. يمكن للطلاب وأعضاء هيئة التدريس أيضًا الوصول إلى مكتبة الجامعة ومكتبة الكونغرس ومكتبات الوكالات المتخصصة ومكتبات القانون الأخرى في المنطقة إلكترونيًا.
وضعت المجلة الوطنية مكتبة كلية واشنطن للقانون في المرتبة 41 من أصل 199 في تصنيفها لأفضل مكتبات القانون.

## البرامج والمراكز
- أكاديمية حقوق الإنسان والقانون الإنساني
- مركز حقوق الإنسان والقانون الإنساني
- البرنامج العملي
- برنامج التدريب الخارجي
- مشروع قانون الصحة
- برنامج زمالة همفري (تبادل فولبرايت)
- مركز التحكيم التجاري الدولي
- برنامج الدراسات القانونية الدولية (ILSP)
- برنامج العلماء الزائرين الدوليين
- مشروع مارشال-برينان لمحو الأمية الدستورية
- المعهد الوطني للقضاء العسكري
- المعهد الوطني للإصلاحيات / مشروع WCL بشأن معالجة الاغتصاب في السجون
- مكتب المصلحة العامة
- برنامج عدالة المعلومات والملكية الفكرية
- برنامج في القانون البيئي الدولي والمقارن
- برنامج القانون والحكومة
- الأحداث الخاصة والتعليم القانوني المستمر
- برنامج الدفاع التجريبي
- عيادة التقاضي بشأن تأثير حقوق الإنسان التابعة للأمم المتحدة
- مكتب بحوث جرائم الحرب
- برنامج المرأة والقانون الدولي
- برنامج المرأة والقانون

تشارك كلية واشنطن للقانون في العديد من برامج الدراسة الشعبية في الخارج وتبادل الطلاب مع الجامعات في جميع أنحاء العالم، بما في ذلك برنامج مدته فصل دراسي مع كلية الحقوق بجامعة سيتي في هونغ كونغ .
في عام 2002، كان فريق Jessup Moot Court هو الفريق الأعلى تصنيفًا في الولايات المتحدة والثالث في العالم.

### البرامج عبر الإنترنت

#### برنامج الماجستير في الدراسات القانونية عبر الإنترنت
تقدم كلية واشنطن للقانون درجة الماجستير في الدراسات القانونية (MLS) عبر الإنترنت التي تم إنشاؤها للمهنيين الذين لديهم مسؤوليات متعلقة بالقانون. يوفر برنامج MLS للمهنيين في مجموعة متنوعة من الصناعات فهمًا للنظام القانوني الأمريكي، ولكنه ليس مخصصًا للطلاب الذين يرغبون في أن يصبحوا محامين ممارسين. يقدم البرنامج مسارات التركيز التالية: MLS العام، والأعمال التجارية، والامتثال للرعاية الصحية، والتكنولوجيا. يتميز كل تركيز بتدريب قانوني أساسي ومعرفة خاصة بالصناعة من أجل تحسين قدرة الطالب على اتخاذ قرارات مستنيرة وإضفاء الشرعية على مصداقيتهم مع العملاء وزملاء العمل والشركاء. يمكن إكمال MLS في أقل من 15 شهرًا ولا تتطلب GRE / LSAT.

## المنشورات
- مراجعة القانون الإداري
- النشرة الإخبارية لحل النزاعات البديلة
- الفقيه الأمريكي
- The American University International Law Review (التي تنشر محاضرة Grotius السنوية لـ ASIL).
- مجلة الجامعة الأمريكية للجندر والسياسة الاجتماعية والقانون
- مراجعة قانون الجامعة الأمريكية
- مراجعة قانون الأعمال بالجامعة الأمريكية
- موجز القانون الجنائي
- موجز حقوق الإنسان
- موجز الملكية الفكرية
- الأمريكي الحديث
- موجز قانون الأمن القومي
- قانون وسياسة التنمية المستدامة
- موجز عن قانون وسياسة الصحة
- موجز السياسات والتشريعات
- موجز التحكيم التجاري الدولي

### الملاحظات والاعتراف
- وقد احتلت مجلة القانون الوطني ، في تصنيفها لأفضل 100 مراجعة قانونية، المرتبة 47 لمراجعة قانون الجامعة الأمريكية والمرتبة 84 لمراجعة القانون الدولي .[23]
- مراجعة القانون الإداري هو المنشور الرسمي لقسم القانون الإداري والممارسة التنظيمية لرابطة المحامين الأمريكية.
- في عام 2005، أقرت جمعية المحامين الأمريكية "The Business Law Brief" (تمت ترقيته منذ ذلك الحين إلى The American University Law Review) بأنها «مجلة العام».
- في عدة مناسبات، اعترفت جمعية المحامين الأمريكية بمجلة القانوني الأمريكي التي تصدرها الكلية على أنها «أفضل مجلة لطلاب القانون».

## أعضاء هيئة التدريس الحاليين والسابقين البارزين
- لويس كالديرا
- مايكل دبليو كارول
- ليا إبرسون
- كلاوديو غروسمان
- لويس أ غروسمان
- كريستين هوسكي
- سينثيا إي جونز
- رالف نادر، ناشط سياسي ومؤلف
- جيمي راسكين
- ايرا ب.روبينز
- جريجوري ستانتون
- مايكل تيجار
- بيري والاس، أول رياضي أمريكي من أصل أفريقي حصل على منحة دراسية في مؤتمر الجنوب الشرقي
- بول ويليامز
- جوديث أ.وينستون

## خريج متميز

### القضاء

#### على المستوى الفدرالي
- جورج أرسينو جونيور، قاضٍ، محكمة مقاطعة الولايات المتحدة للمنطقة الشرقية من لويزيانا
- مارغريت بارتلي، كبير القضاة، محكمة استئناف الولايات المتحدة لمطالبات قدامى المحاربين
- سارة إيفانز باركر، قاضية، محكمة مقاطعة الولايات المتحدة للمنطقة الجنوبية من إنديانا
- تيرينس بويل، قاضٍ، محكمة مقاطعة الولايات المتحدة للمنطقة الشرقية من ولاية كارولينا الشمالية
- يونيو لازنبي جرين، قاضٍ، محكمة مقاطعة الولايات المتحدة لمقاطعة كولومبيا
- كلود م.هيلتون، قاضٍ، محكمة مقاطعة الولايات المتحدة للمنطقة الشرقية من فيرجينيا
- هنري إي هدسون، قاضٍ، محكمة مقاطعة الولايات المتحدة للمنطقة الشرقية من فيرجينيا
- C. Darnell Jones II ، قاضي، محكمة مقاطعة الولايات المتحدة للمنطقة الشرقية من ولاية بنسلفانيا
- جيرالد بروس لي، قاضٍ، محكمة مقاطعة الولايات المتحدة للمنطقة الشرقية من فيرجينيا
- شارون بروست، كبير القضاة، محكمة الاستئناف الأمريكية للدائرة الفيدرالية
- روبرت دبليو شرودر الثالث، قاضٍ، محكمة مقاطعة الولايات المتحدة للمنطقة الشرقية من تكساس
- مارغريت ب. سيمور، قاضية، محكمة مقاطعة الولايات المتحدة لمقاطعة ساوث كارولينا
- مودي ر. تيدويل الثالث، قاض بمحكمة الولايات المتحدة للدعاوى الفيدرالية
- ريجي والتون، قاضٍ، محكمة مقاطعة الولايات المتحدة لمقاطعة كولومبيا

#### على مستوى الولايات
- مايكل دبليو فاريل، قاض، محكمة استئناف مقاطعة كولومبيا
- كينغ، قاضٍ، محكمة استئناف مقاطعة كولومبيا
- مايكل ليندنر، قاضٍ، محكمة مقاطعة فيرفاكس العامة، فيرجينيا
- فرانك كيو نيبيكر، قاضٍ، محكمة استئناف مقاطعة كولومبيا ومحكمة الاستئناف الأمريكية لمطالبات قدامى المحاربين
- وارن سيلفر، قاضٍ، محكمة ماين العليا
- توماس بي مان ، قاضٍ ، محكمة فيرفاكس، فيرجينيا
- زوبيري ويليامز ، قاضٍ مساعد ، مقاطعة مونتغومري، محكمة مقاطعة ماريلاند

### السياسة والحكومة
- نيك راثود ، المساعد الخاص السابق للبيت الأبيض ونائب مدير الشؤون الحكومية الدولية للرئيس أوباما.
- إيلان بيرمان، نائب رئيس مجلس السياسة الخارجية الأمريكية
- روبرت بيرد، عضو مجلس الشيوخ الأمريكي السابق (D-WV).
- توماس داوني، عضو سابق في مجلس النواب الأمريكي (D-NY) ورئيس مجموعة Downey McGrath.
- بيتر فيلدمان ، مفوض لجنة سلامة المنتجات الاستهلاكية الأمريكية
- جوين جراهام ، عضو مجلس النواب الأمريكي (D-FL)
- جوزيف ت. كيليهر ، مدير تنفيذي أمريكي في مجال الطاقة ورئيس سابق للجنة تنظيم الطاقة الفيدرالية (FERC).
- ريك لاتسيو ، عضو سابق في مجلس النواب الأمريكي (R-NY) ومحامي.
- بيتر ماكفرسون ، المساعد الخاص للرئيس جيرالد فورد، رئيس الوكالة الأمريكية للتنمية الدولية في عهد الرئيس رونالد ريغان، رئيس جامعة ولاية ميتشيغان من 1993 إلى 2004، ورئيس مجلس إدارة داو جونز ابتداء من عام 2007.
- ريموند موير، رئيس البيت الأبيض أوشر (1933-1938) ونائب رئيس المراسم ، وزارة الخارجية الأمريكية (1943-1954) [24]
- أليس بول، مدافعة عن حق المرأة في التصويت.
- نيكولاس سارورك ، رئيس اللجنة الوطنية الليبرتارية
- والتر شاب ، مدير مكتب الولايات المتحدة لأخلاقيات الحكومة
- جودي سميث، مدير الأزمات الأمريكية.
- هوغو تيوفيل الثالث ، كبير مسؤولي الخصوصية السابق في وزارة الأمن الداخلي.
- ريتشارد فيرما، سفير الولايات المتحدة لدى الهند
- بيتر ج.وايت ، كبير مستشاري الرئيس دونالد ترامب

#### دولي
- كارين الحرار، عضو الكنيست الإسرائيلي عن حزب يش عتيد ورئيسة لجنة مراقبة الدولة في الكنيست.
- مانجاجين إيتشينوروف ، ناشط حقوقي منغولي
- جوليان كوكوت ، المحامية العامة الألمانية في محكمة العدل للمجتمعات الأوروبية (EJC) وأستاذة في جامعة سانت غالن في سويسرا.
- فيكوي روكورو ، رئيس باراماونت لشعب هيريرو، ناميبيا.

### التعليم والأعمال والإعلام والترفيه
- أنتوني كروويل ، عميد كلية الحقوق بنيويورك
- لويس دوبين، مطور عقاري [25]
- توم غولدشتاين ، المؤسس المشارك لشركة Goldstein and Howe ، والمؤسس المشارك لـ Scotusblog
- جريجوري دي لاهاي ، مقاول ، محام ، مؤلف
- افرام جليزر
- ستيفن لاتشفورد، أول خبير أمريكي في قانون الطيران.
- روي لي، منتج أفلام (The Departed and The Ring)
- صوفيا أ.نلسون ، محامية ومعلقة سياسية.
- جودي شيندلين، قاضية تلفزيون القاضية جودي فيم (على الرغم من أنها انتقلت لاحقًا إلى كلية الحقوق في نيويورك)
- إد تابسكوت ، المدير الفني المؤقت السابق لفريق Washington Wizards NBA .

## روابط خارجية
- موقع كلية واشنطن للقانون